# Haplopappus mucronatus
Haplopappus mucronatus là một loài thực vật có hoa trong họ Cúc. Loài này được (Hook. & Arn.) Hook. & Arn. ex B.D.Jacks. mô tả khoa học đầu tiên năm 1895.